# ピーエムオフィスエー
株式会社ピーエムオフィスエーは、長野県諏訪市にある企業。

## 概要
2000年8月1日設立。金型の設計及び製造、プラスチック成型及びプレス加工業、経営合理化等に関するコンサルタント業務、キャラクターフィギュア・プラスチックキット等の製品の企画・設計・開発・生産・販売を手がける。
長野県松本工業高等学校を卒業し、セイコーエプソンやプラスチック製造会社で経験を積んだ山口晃が友人とともに設立し、自動車やカメラなどのプラスチック部品の設計、金型製作を手がけていた。2006年に工場を整備し業績を伸ばしていたが、2008年のリーマン・ショックで自動車関連の受注が減少したため、異業種ではあったが、自社のプラスチック成形技術を活かせる業界としてホビー業界に参入した。会社代表の山口はホビー業界の展示会に赴いた際、高額商品でも人が行列をなして売れていく様子を見て商機を見出したという。2010年に自社ブランドとして「PLUM」（プラム）を立ち上げ（PLUMは、Pretty Lovely Unique Mechanismの略）、のちに売り上げの半分を支える基幹事業に成長した。ご当地キャラクターの諏訪姫のフィギュアが人気を博しており、そうした美少女キャラクターのフィギュア以外にも、SF作品に登場する戦闘機のプラモデルや、鉄道模型なども取り扱っている。

## 製品
- プラアクト
- 5inch Mechanism

## 事業所
- 本社：〒392-0013　長野県諏訪市沖田町3-22-1
- 茅野事業所、直営店（PLUM SHOP諏訪店）：〒391-0001　長野県茅野市ちの617-1
- 東京OFFICE（キャラクターホビー事業部）：〒111-0042　東京都台東区寿2-7-1　オダギリ第二ビル201